# Fonce Mizell
Alphonso "Fonce" Mizell (* 15. Januar 1943 in Englewood (New Jersey); † 5. Juli 2011 in Los Angeles, Kalifornien) war ein US-amerikanischer Musiker und Produzent, der zusammen mit seinem Bruder Larry Mizell in den 1970er Jahren eine Reihe erfolgreicher Fusion-, Funk- und Rhythm-and-Blues-Alben produzierte.

## Leben und Wirken
Fonce Mizell studierte Musik an der Howard University bei Donald Byrd. Nach seinem Studium wurde er Mitglied der so genannten Corporation, ein Produktionsteam, in dem er von 1969 bis 1971 zusammen mit Deke Richards und dem Gründer von Motown, Berry Gordy Hits wie I Want You Back und ABC für die Jackson 5 und andere Motown-Musiker schrieb.
Im Jahr 1972 verließ er die Corporation und gründete mit seinem Bruder Larry die Produktionsfirma Sky High Productions. Bereits die erste Produktion, das Album Black Byrd von Donald Byrd, wurde ein Erfolg und das meistverkaufte Album von Blue Note Records. Neben weiteren Alben für Byrd wie Street Lady und Stepping into Tomorrow arbeitete Mizell mit Musikern wie Michael Jackson, Edwin Starr, Bobbi Humphrey und Gary Bartz zusammen.
Fonce Mizell starb im Juli 2011 im Alter von 68 Jahren an einem Herzinfarkt.